# Antoni de Meca i de Cardona
Antoni de Meca i de Cardona   (Castellar del Vallès, segle XVII - 1755) fou un militar català de darreries del segle xvii i principis del xviii.

## Biografia
Provinent d'una família aristocràtica, era fill de Josep de Meca-Caçador i Cartellà, marquès de la Floresta, amb possessions a Sabadell i Castellar del Vallès.
Durant el setge de Barcelona de 1705 es presentà a les platges de Barcelona per prestar jurament a l'arxiduc Carles, i fou destinat a les tropes d'Antoni de Peguera i d'Aimeric, que el mes de novembre es van transformar en el Regiment de Reials Guàrdies Catalanes, on fou destinat com a tinent coronel, amb el qual va participar en totes les campanyes del regiment, fins que el 1709 en rebé el comandament.
Un cop signat el Tractat d'Utrecht, les tropes britàniques van abandonar Catalunya i el seu regiment rebé l'ordre de trasllat al Regne de Nàpols, però el coronel de Meca abandonà la vida militar i es retirà a la seva casa de Sabadell i al seu castell de Castellar del Vallès, llocs on alternava la seva residència.